# Cultura Republicii Togoleze

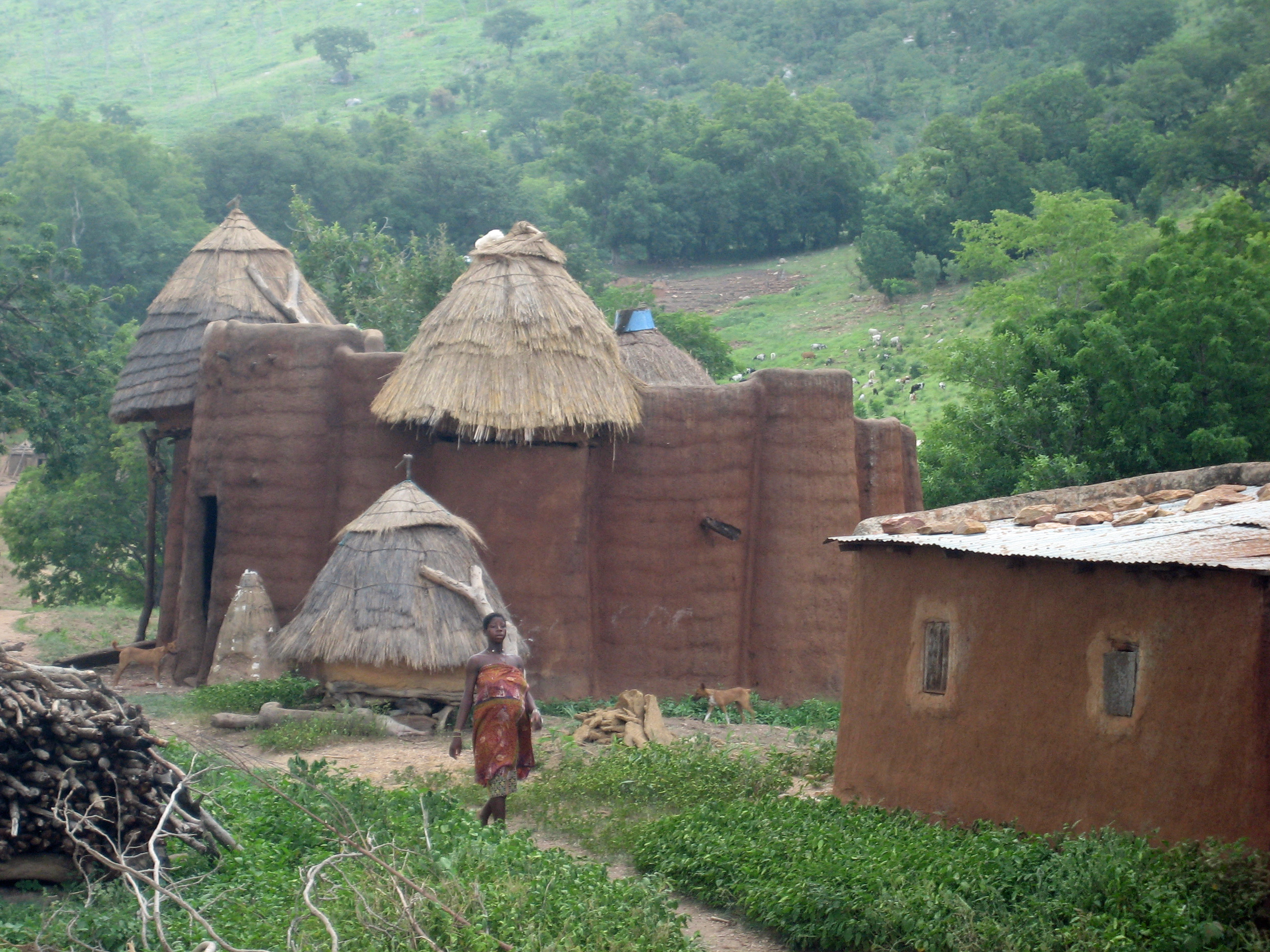
Koutammakou

Cultura Republicii Togoleze reflectă influențele celor 37 de grupuri etnice tribale, dintre care cele mai mari și mai influente sunt Ewe, Mina și Kabye. Limba franceză este limba oficială din Togo, dar în această țară se vorbesc multe limbi autohtone. În ciuda influenței religiei occidentale, mai mult de jumătate din populația din Togo urmează practicile și credințele animiste native.
Sculptura grupului Ewe se caracterizează prin celebrele statuete care ilustrează adorarea gemenilor, ibéji. Sculpturile și trofeele de vânătoare au fost folosite în proporție mai mare decât măștile africane mai omniprezente. Sculptorii din lemn din Kloto sunt renumiți pentru „lanțurile lor de căsătorie”: două personaje sunt legate prin inele realizate dintr-o singură bucată de lemn.
Baticurile din țesut vopsit din centrul artizanal din Kloto reprezintă scene stilizate și colorate din viața de zi cu zi din antichitate. Sunt faimoase pânzeturile de lână folosite la ceremoniile de tipul Assahoun. Lucrările pictorului Sokey Edorh sunt inspirate de imensele extinderi aride, măturate de harmattan și unde laterita păstrează amprentele bărbaților și a animalelor. Tehnicianul plastic Paul Ahyi este recunoscut astăzi pe plan internațional. El practică „zota”, un fel de pirografie, iar realizările sale monumentale decorează orașul Lomé.